# Universidad Católica de Angola
La Universidad católica de Angola (en portugués: Universidade Católica de Angola) es una institución católica en la capital de Angola la ciudad de Luanda. El 7 de agosto de 1992, el gobierno de Angola permitió a la Iglesia Católica establecer su propia universidad. Después de la aprobación de la Conferencia Episcopal comenzó la enseñanza, el 22 de febrero de 1999. Se trata de una institución privada y una de las doce reconocidas universidades privadas en el país. Damião António Franklin, Arzobispo de Luanda, es el presidente de la UCAN.